# 蒙古健康科学大学

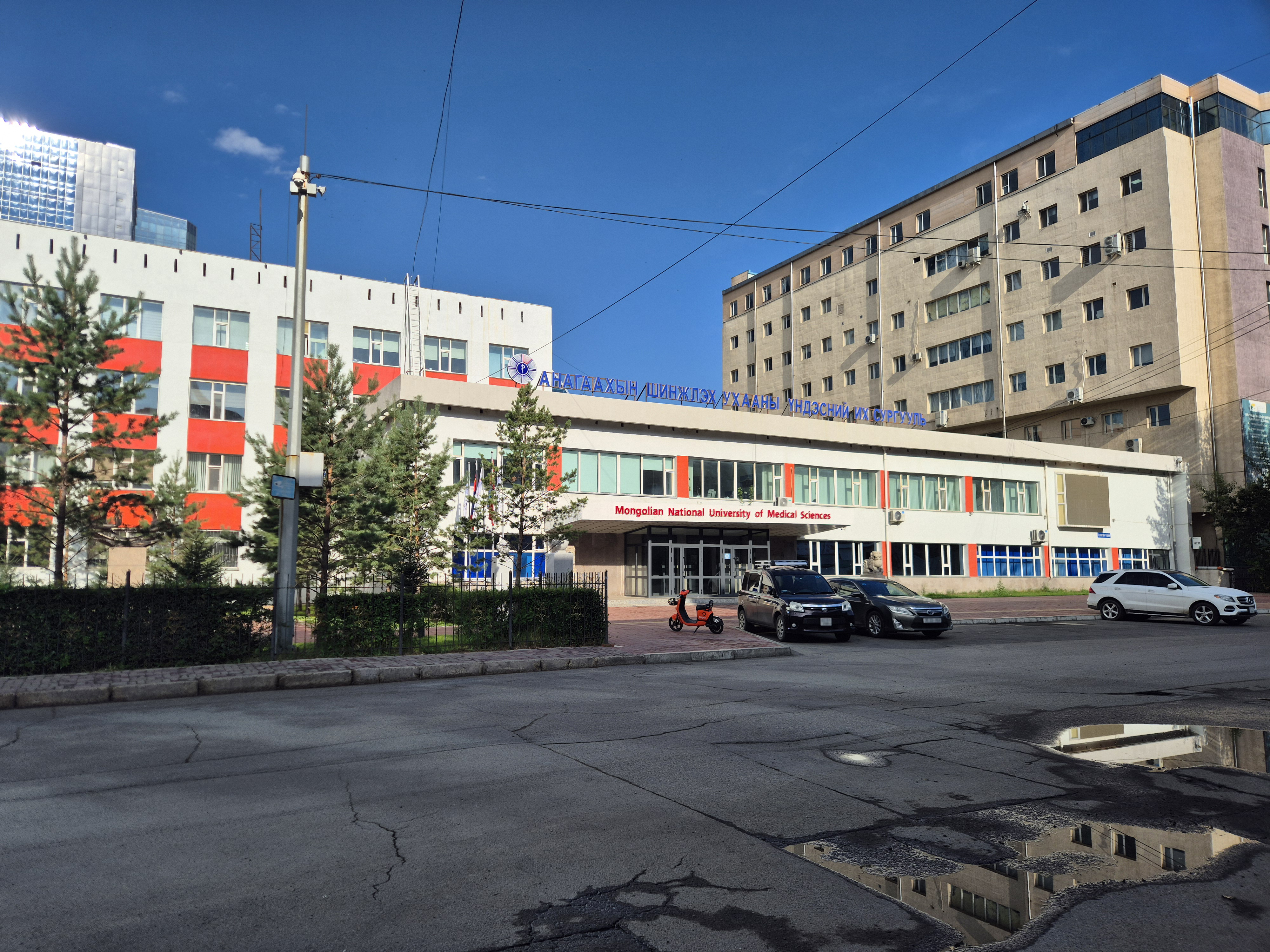
蒙古健康科学大学

蒙古健康科学大学（英語：Mongolian National University of Medical Sciences）位于蒙古国首都乌兰巴托，是蒙古国最高等级的卫生学校。

## 简介
蒙古健康科学大学是一所综合性大学，在校学生大约一万人，其中医学院设有22个专业，共3000多名在校医学生。
该校原为蒙古国立医科大学，于1942年10月4日成立。2003年更名为蒙古健康科学大学。